# FC Sioni Bolnissi

Altes Logo

Der FC Sioni Bolnissi (georgisch სკ სიონი ბოლნისი) ist ein Fußballverein in Bolnissi, Georgien. Er spielt im Temur-Stepania-Stadion, das über 3.400 Sitzplätze verfügt. Der Vereinsname stammt von der uralten Kirche Bolnissi Sioni.

## Geschichte
Nachdem der Verein die reguläre Saison 2003/04 punktgleich mit WIT Georgia Tiflis als erster abschließen konnte, musste ein Playoff-Spiel über die Meisterschaft entscheiden. Dieses verlor Sioni Bolnissi mit 0:2 und die Meisterschaft ging an WIT Georgia Tiflis. Das Spiel wurde außerdem von schweren Ausschreitungen überschattet, unter anderem wurde ein Fan mit einem Messer niedergestochen. Daraufhin durfte Sioni 10 Spiele nicht im eigenen Stadion antreten, auch durfte das Team nicht am UEFA-Pokal teilnehmen. In der Saison 2002/03 war man Pokalfinalist und verlor im Finale gegen Dinamo Tiflis. In der Saison 2005/06 gewann man die Meisterschaft mit 5 Punkten Vorsprung und erzielte damit den bisher größten Erfolg der Vereinsgeschichte.

## Erfolge
- Georgischer Meister: 2006
- Georgischer Vizemeister: 2004
- Georgischer Pokalfinalist: 2003

## Europapokalbilanz
| Saison  | Wettbewerb            | Runde                  | Gegner              | Gesamt    | Hin     | Rück    |
| ------- | --------------------- | ---------------------- | ------------------- | --------- | ------- | ------- |
| 2003/04 | UEFA-Pokal            | Qualifikation          | FK Matador Púchov   | 0:6       | 0:3 (A) | 0:3 (H) |
| 2006/07 | UEFA Champions League | 1. Qualifikationsrunde | FK Baku             | 2:1       | 2:0 (H) | 0:1 (A) |
| 2006/07 | UEFA Champions League | 2. Qualifikationsrunde | Lewski Sofia        | 0:4       | 0:2 (A) | 0:2 (H) |
| 2014/15 | UEFA Europa League    | 1. Qualifikationsrunde | KS Flamurtari Vlora | (a)4:4(a) | 2:3 (H) | 2:1 (A) |

Gesamtbilanz: 8 Spiele, 2 Siege, 6 Niederlagen, 6:15 Tore (Tordifferenz −9)